# Antena de Oro
Els premis Antena de Oro són uns premis atorgats anualment des del 1962 per la Federació d'Associacions de Ràdio i Televisió d'Espanya, als professionals més destacats en el camp de la indústria audiovisual d'Espanya. El jurat que decideix els premis està integrat pels mateixos professionals.